# Duguetia megalocarpa
Duguetia megalocarpa é uma espécie de magnólia. Foi descrito pela primeira vez por Paulus Johannes Maria Maas .  Duguetia megalocarpa pertence ao gênero Duguetia, e à família Annonaceae.